# Kendra Dacher
Kendra Dacher (née le 8 mai 1999) est une lutteuse libre française.

## Carrière
Kendra Dacher obtient la médaille de bronze dans la catégorie des moins de 72 kg aux Championnats d'Europe de lutte 2022 à Budapest, en Hongrie.

## Palmarès
| Année | Compétition                               | Lieu     | Résultat | Catégorie      |
| ----- | ----------------------------------------- | -------- | -------- | -------------- |
| 2017  | Championnats d'Europe juniors             | Dortmund | 3e       | Moins de 67 kg |
| 2021  | Championnats du monde des moins de 23 ans | Belgrade | 2e       | Moins de 72 kg |
| 2022  | Championnats d'Europe                     | Budapest | 3e       | Moins de 72 kg |
| 2022  | Jeux méditerranéens                       | Oran     | 3e       | Moins de 76 kg |